# سر بتسفورد
سر بتسفورد (انگلیسی: Sara Botsford؛ زادهٔ ۸ آوریل ۱۹۵۱) یک فیلم‌نامه‌نویس، تهیه‌کننده، بازیگر سینما، کارگردان، و هنرپیشه اهل کانادا است. 